# Champasak
Champasak (lao. ຈຳປາສັກ) – miasto w Laosie, w Prowincji Champasak, na zachodnim brzegu rzeki Mekong, położone ok. 35 km na południe od Pakxé. Według danych z 2015 miasto liczyło 15 440 mieszkańców.

## Historia
W latach 1713–1946 miasto należało do Królestwa Champasak, którego ziemie obejmowały obie strony rzeki Mekong wraz z Wat Phou –monumentalnymi ruinami z VIII–XII wieku, wpisanymi na światową listę dziedzictwa UNESCO.